# Delhi Open 2025 - Doppio
Il doppio del torneo di tennis professionistico Delhi Open 2025, facente parte della categoria Challenger 75 nell'ambito dell'ATP Challenger Tour 2025, si è giocato dal 10 al 16 febbraio a Nuova Delhi, in India. Tra le coppie partecipanti erano assenti Piotr Matuszewski e Matthew Romios, i detentori del titolo.
In finale Masamichi Imamura e Rio Noguchi hanno sconfitto Niki Kaliyanda Poonacha e Courtney John Lock con il punteggio di 6–4, 6–3.

## Teste di serie
1. Blake Ellis /  Tristan Schoolkate (ritirati)
2. Niki Kaliyanda Poonacha /  Courtney John Lock (finale)

1. Jay Clarke /  Johannes Ingildsen (semifinale)
2. Corentin Denolly /  Sascha Gueymard Wayenburg (primo turno)

## Wildcard
1. Ramkumar Ramanathan /  Karan Singh (primo turno)

1. S D Prajwal Dev /  Sai Karteek Reddy Ganta (primo turno)

## Ranking protetto
1. Kimmer Coppejans /  Michael Geerts (quarti di finale)

1. Siddhant Banthia /  Parikshit Somani (primo turno)

## Alternate
1. Kris Van Wyk /  Eric Vanshelboim (quarti di finale)

1. Parth Aggarwal /  Sidharth Rawat (primo turno)

## Tabellone

### Legenda
| - Q = Qualificato - WC = Wild card - LL = Lucky loser | - ALT = Alternate - SE = Special Exempt - PR = Protected Ranking | - w/o = Walkover - r = Ritirato - d = Squalificato |

|  | Primo turno | Primo turno                    | Primo turno                    | Primo turno | Primo turno |  |  | Quarti di finale | Quarti di finale            | Quarti di finale        | Quarti di finale            | Quarti di finale            |   |      | Semifinali | Semifinali                    | Semifinali                    | Semifinali                                 | Semifinali                                 |   |   | Finale | Finale | Finale | Finale | Finale |  |
|  |             |                                |                                |             |             |  |  |                  |                             |                         |                             |                             |   |      |            |                               |                               |                                            |                                            |   |   |        |        |        |        |        |  |
|  | Alt         | P Aggarwal S Rawat             | P Aggarwal S Rawat             | 1           | 3           |  |  |                  |                             |                         |                             |                             |   |      |            |                               |                               |                                            |                                            |   |   |        |        |        |        |        |  |
|  |             | E Couacaud K Stevenson         | E Couacaud K Stevenson         | 6           | 6           |  |  |                  | E Couacaud K Stevenson      | E Couacaud K Stevenson  | 1                           | 4                           |   |      |            |                               |                               |                                            |                                            |   |   |        |        |        |        |        |  |
|  |             | E Dalla Valle O Ovcharenko     | E Dalla Valle O Ovcharenko     | 65          | 2           |  |  |                  | M Imamura R Noguchi         | M Imamura R Noguchi     | 6                           | 6                           |   |      |            |                               |                               |                                            |                                            |   |   |        |        |        |        |        |  |
|  |             | M Imamura R Noguchi            | M Imamura R Noguchi            | 7           | 6           |  |  |                  |                             |                         |                             |                             |   |      |            | M Imamura R Noguchi           | 1                             | 6                                          | [12]                                       |   |   |        |        |        |        |        |  |
|  | 4           | C Denolly S Gueymard Wayenburg | C Denolly S Gueymard Wayenburg | 5           | 5           |  |  |                  |                             |                         | H Bartoň V Kopřiva          | 6                           | 4 | [10] |            |                               |                               |                                            |                                            |   |   |        |        |        |        |        |  |
|  |             | H Bartoň V Kopřiva             | H Bartoň V Kopřiva             | 7           | 7           |  |  |                  | H Bartoň V Kopřiva          | H Bartoň V Kopřiva      | 6                           | 6                           |   |      |            |                               |                               |                                            |                                            |   |   |        |        |        |        |        |  |
|  | Alt         | K Van Wyk E Vanshelboim        | K Van Wyk E Vanshelboim        | 6           | 6           |  |  | Alt              | K Van Wyk E Vanshelboim     | K Van Wyk E Vanshelboim | 4                           | 1                           |   |      |            |                               |                               |                                            |                                            |   |   |        |        |        |        |        |  |
|  | WC          | SDP Dev SKR Ganta              | SDP Dev SKR Ganta              | 4           | 3           |  |  |                  |                             |                         |                             |                             |   |      |            | Masamichi Imamura Rio Noguchi | Masamichi Imamura Rio Noguchi | 6                                          | 6                                          |   |   |        |        |        |        |        |  |
|  |             | A Holmgren E Møller            | A Holmgren E Møller            | 2           | 2           |  |  |                  |                             |                         |                             |                             |   |      |            |                               | 2                             | Niki Kaliyanda Poonacha Courtney John Lock | Niki Kaliyanda Poonacha Courtney John Lock | 4 | 3 |        |        |        |        |        |  |
|  | PR          | K Coppejans M Geerts           | K Coppejans M Geerts           | 6           | 6           |  |  | PR               | K Coppejans M Geerts        | 6                       | 2                           | [5]                         |   |      |            |                               |                               |                                            |                                            |   |   |        |        |        |        |        |  |
|  | PR          | S Banthia P Somani             | S Banthia P Somani             | 3           | 2           |  |  | 3                | J Clarke J Ingildsen        | 4                       | 6                           | [10]                        |   |      |            |                               |                               |                                            |                                            |   |   |        |        |        |        |        |  |
|  | 3           | J Clarke J Ingildsen           | J Clarke J Ingildsen           | 6           | 6           |  |  |                  |                             |                         |                             |                             |   |      | 3          | J Clarke J Ingildsen          | J Clarke J Ingildsen          | 2                                          | 61                                         |   |   |        |        |        |        |        |  |
|  | WC          | R Ramanathan K Singh           | 6                              | 1           | [7]         |  |  |                  |                             | 2                       | N Kaliyanda Poonacha C Lock | N Kaliyanda Poonacha C Lock | 6 | 7    |            |                               |                               |                                            |                                            |   |   |        |        |        |        |        |  |
|  |             | S Mochizuki K Uesugi           | 3                              | 6           | [10]        |  |  |                  | S Mochizuki K Uesugi        | 3                       | 6                           | [5]                         |   |      |            |                               |                               |                                            |                                            |   |   |        |        |        |        |        |  |
|  |             | M Gengel D Svrčina             | 6                              | 65          | [6]         |  |  | 2                | N Kaliyanda Poonacha C Lock | 6                       | 2                           | [10]                        |   |      |            |                               |                               |                                            |                                            |   |   |        |        |        |        |        |  |
|  | 2           | N Kaliyanda Poonacha C Lock    | 2                              | 7           | [10]        |  |  |                  |                             |                         |                             |                             |   |      |            |                               |                               |                                            |                                            |   |   |        |        |        |        |        |  |